# Jagat Gosain

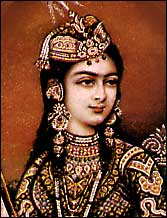
Jagat Gosain

Jagat Gosain (Marwari: मानवती बाई, persisch جگت گوسین geb. Manavati Baiji Lall Sahiba;, geb. 13. Mai 1573, Jodhpur, Rajasthan; gest. 19. April 1619) war Empress consort des Mogulreichs als Frau des Mogulherrschers Jahangir und die Mutter seines Nachfolgers, des fünften Mogulherrschers, Shah Jahan.
Sie war eine geborene Rajput-Prinzessin aus Marwar (dem heutigen Jodhpur) und die Tochter von Raja Udai Singh (Mota Raja, der „Fette Raja“), dem Rathore-Herrscher von Marwar, sowie die Schwester von Sawai Raja Sur Singh, einem weiteren Rathore-Herrscher.

## Name
Sie wird auch als Jodh Bai („Prinzessin aus Jodhpur“) bezeichnet und erhielt den postumen Titel Bilqis Makani. Der persische Titel bedeutet: „Herrin der Welt“. Taj Bibi bedeutet „Dame der Krone“ und Bilqis Makani „Dame des Reinen Wohnorts“.
Die ältere Fürstin Mariam-uz-Zamani wird von europäischen Historikern manchmal ebenfalls, aber fälschlich „Jodha Bai“ genannt.

## Ehe mit Jahangir

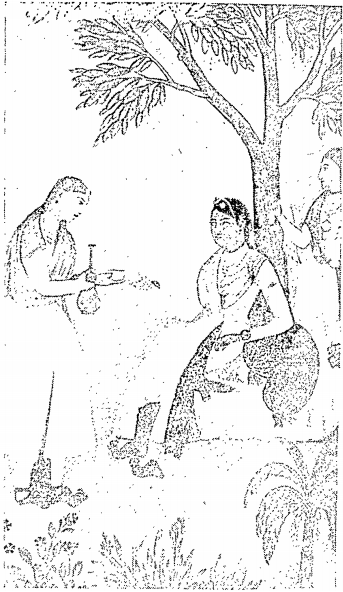
Porträt von Jagat Gosain aus dem 17. Jahrhundert.

Nach der Unterwerfung unter die Mogule entschied Udai Singh seine Tochter Jagat Gosain in die Ehe mit Akbars ältestem Sohn, Prinz Salim, zu geben. Der Historiker Norman P. Ziegler berichtet von Widerstand der Rajput-Adligen, denen die Idee missfiel die Königstöchter mit dem Mogulherrscher zu verheiraten. Sie empfanden dies als Erniedrigung und Degradierung. Die Verbitterung führte zu einer Rebellion unter der Führung von Kalyandas Rathore. Die Rebellion wurde jedoch von Raja Udai Singh unterdrückt, nachdem er das Siwana Fort belagert hatte und Kalyandas Rathore zu Tode gekommen war.
Jagat Gosain heiratete den 16-jährigen Prinzen Salim (mit dem späteren Regierungsnamen 'Jahangir') am 26. Juni 1586. Auch wenn die Ehe eine politische Ehe war, war Jagat bekannt für ihre Schönheit, ihren Charme, aber auch für ihren Witz, ihren Mut und ihre Schlagfertigkeit. Eigenschaften, die ihr in den ersten Jahren der Ehe eine tiefe Verbundenheit mit ihrem Mann verliehen. 1590 gebar sie ihr erstes Kind, die Tochter Begum Sultan, welche jedoch im ersten Lebensjahr verstarb. Am 5. Januar 1592 gebar sie Salims dritten Sohn, der von seinem Großvater, dem Herrscher Akbar 'Khurram' („Fröhlich“) benannt wurde. Der Prinz, der spätere Herrscher Shah Jahan, war Akbars Favorit und in den Worten von Jahangir „wurde viel mehr beachtet von meinem Vater (Akbar) als alle (meine) Kinder (zusammen)... Er betrachtete ihn wie sein eigenes Kind.“ Nach der Geburt von Shah Jahan, erhielt Jagat Gosain den Titel „Taj Bibi“, 'Kron-Frau'.
Kurz vor der Geburt von Khurram hatte ein Wahrsager der kinderlosen Hauptfrau von Akbar, Ruqaiya Sultan Begum, vorhergesagt, dass das ungeborene Kind für kaiserliche Größe vorherbestimmt sei. Daher, als Khurram sechs Tage alt war, bestimmte Akbar, dass Jagat Gosaini das Kind an Ruqaiya übergeben musste, so dass er unter ihrer Fürsorge aufwachsen könne und Akbar den Wunsch seiner Frau erfüllen konnte, dass sie einen Mogulherrscher großziehen konnte. Jagat wurde mit einem herrlichen Geschenk von Rubinen und Perlen getröstet.
Ruqaiya übernahm die Hauptverantwortung für Khurrams Erziehung und er wuchs unter ihrer Fürsorge heran. Die beiden entwickelten eine enge Beziehung, so wie Jahangir in seinen Memoiren berichtet. Ruqaiya liebte seinen Sohn, Khurram, „tausend Mal mehr als wenn es ihr eigener (Sohn) gewesen wäre“. Khurram blieb bei ihr, bis er fast 14 Jahre alt war. Nach Akbars Tod 1605 wurde dem jungen Prinzen erlaubt, in den Haushalt seines Vaters zurückzukehren und er kam dadurch wieder näher zu seiner biologischen Mutter. In den Jahren dazwischen hatte Jagat Gosain ihr drittes (und letztes) Kind geboren (1597), eine Tochter, Izzat-un-nissa, die ebenfalls im Kindesalter verstarb.
Es scheint, dass Jagat Gosain sehr bald die Gunst ihres Ehemanns verlor. Bald erhielt sie auch eine Rivalin im Harem, Nur Jahaṇ. Jagat Gosain verachtete sie. Jahangir hatte sie 1611 geheiratet und von da an bis zu seinem Tod war Nur Jahan unangefochten seine Favoritin. Aber auch schon davor war Jahangirs Hauptfrau und Padshah Begum Saliha Banu Begum, die ihre Position ab Jahangirs Thronbesteigung bis zu ihrem Tod halten konnte (1605–1620). Danach gingen die Ehrentitel über an Nur Jahan.
Das Jahangiri Mahal in Agra Fort war der Wohnsitz von Jagat Gosain, so wie es Jahangir bestimmt hatte. Die Westseite des quadratischen Baues, welche umgeben war mit länglichen Nischen mit Porträts von Hindu-Gottheiten war ihr Tempel.

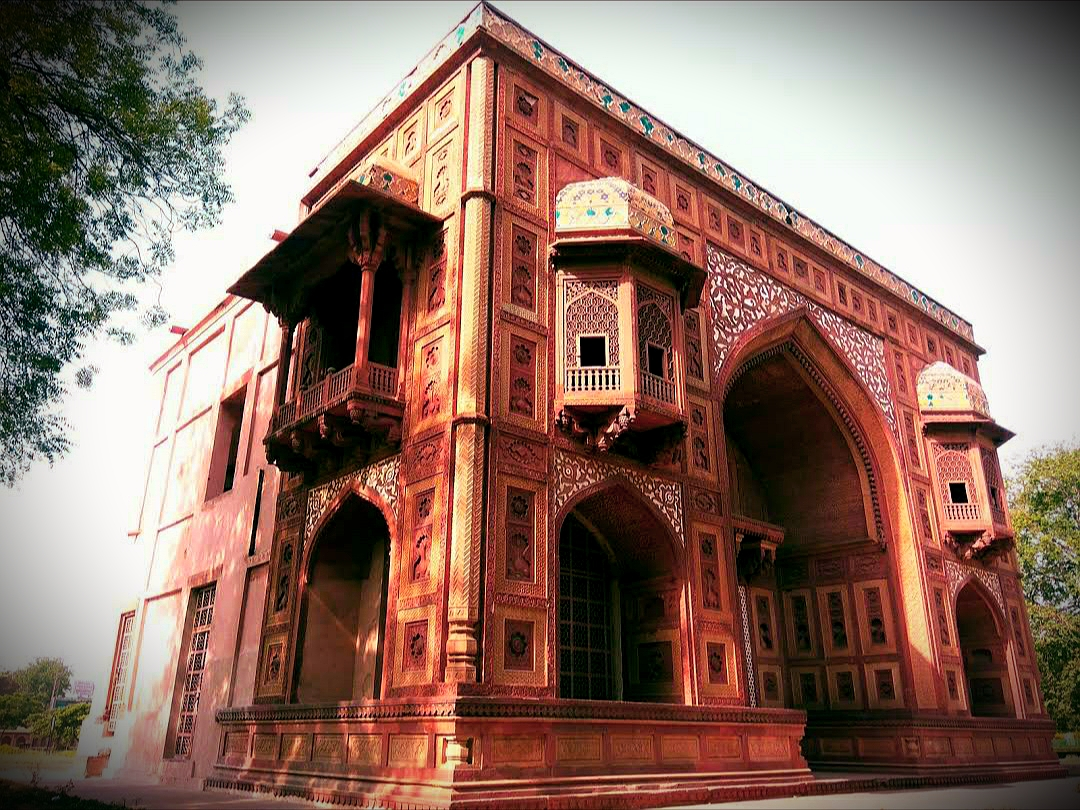
Kanch Mahal in Sikandar.

Auch das Kanch Mahal, oder Jodh Bai’s Mahal, in Sikandra (Agra), soll für Jagat Gosain erbaut worden sein. Ebenso soll das Gebiet Taj Ganj in Agra nach ihr benannt worden sein und eine Gründung, die auf sie zurückgehen soll, ist das Dorf Sohagpura, in welchem ausschließlich die Herstellung von Glas-Armreifen betrieben wird.

## Tod
Jagat Gosain starb am 18/19. April 1619 in Akbarabad (Agra).
Sie hatte sich selbst vergiftet.
Jahangir vermerkt ihren Tod nur kurz mit den Worten „sie erreichte die Gnade Gottes“ (attained the mercy of God). Nach ihrem Tod befahl Jahangir, dass sie als „Bilqis Makani“ (Dame des reinen Wohnorts) bezeichnet werden solle. Dieser Name taucht danach in allen offiziellen Dokumenten auf. Ihr Tod führte, zusammen mit dem Rückzug von Mariam-uz-Zamani, zum Ende des Einflusses der Rajput im Harem der Mogule.
Shah Jahan war untröstlich. Jahangir zeichnete auf:

„Am nächsten Tag ging ich zum Haus des geschätzten Sohnes, und nachdem ich ihn auf jede Art getröstet hatte, nahm ich ihn mit mir mit zum Palast.“

Muni Lal schreibt, dass Shah Jahan so gefangen war in Trauer über den Tod seiner Mutter, dass er:

„Einundzwanzig Tage lang keine öffentlichen Vergnügungen besuchte und sich nur von einfachen vegetarischen Mahlzeiten ernährte. Und Arjumand Banu überwachte während der dreiwöchigen Trauerzeit persönlich die Verteilung von Essen an die Armen und führte jeden Morgen die Koranrezitation und gab ihrem Mann viele Lektionen übe die Substanz von Leben und Tod, und flehte ihn an, nicht zu trauern.“

Bilqis Makani wurde nach ihrem letzten Willen in Dahra Bagh, Suhagpura, Agra, bestattet. Ihr Grabmal bestand aus einer hohen Kuppel, Toren, Türmen und einem Garten in dem Cantonment Area. Es hatte eine große Krypta, in welche vier Eingänge hinabführten. Man sagt, dass ein marmornes Kenotaph dort aufgestellt war. Ihr Grab stand auf zwei Plattformen, von denen die eine erhöht war. Die erste Plattform erstreckte sich 38 feet von dem Grab und die zweite ca. 44 ft von der ersten. Auf der Ostseite befand sich in 670 ft Entfernung ein großes Tor und auf der Westseite, in 657 ft Entfernung eine Moschee (Masjid). Zwischen Grab und dem Tor und dem Grab und der Moschee gab es zwei erhöhte quadratische Plattformen, jede mit einer Seitenlänge von 42 ft.
Die Anlage wurde 1832 gesprengt, um Platz zu schaffen und das Material, Steine und Ziegel für die Bauten der Briten zu verwenden.
1921 wurde ein Chattri errichtet, welches die Stelle des Grabes markiert. Das Chattri wurde nach Vorlagen des Archeological Superintendent Office gestaltet. Der Bau des Chattri wurde vom Maharajadhiraja von Burdwan finanziert und kostete ca. 200 Rupien (1921). Das Chattri ist bekannt als Chattrie making the site of the Empress Jodhbai’s Tomb oder Jodhbai Ki Chattri.

## In der Populärkultur
Jagat Gosain ist eine Hauptfigur in dem historischen Roman The Twentieth Wife (2002) von Indu Sundaresan und ebenfalls in em Folgeband The Feast of Roses (2003).
Nayani Dixit hat in dem Historiendrama Siyaasat ebenfalls ein Porträt von Jagat Gosain gezeichnet. Das Historiendrama des Fernsehsenders EPIC basiert auf dem Roman Twentieth Wife.